# Zebrzydowice (województwo śląskie)
Zebrzydowice (cz. Zebřidovice lub Žibřidovice, niem. Seibersdorf) – wieś w Polsce, położona w województwie śląskim, w powiecie cieszyńskim, w gminie Zebrzydowice, nad rzeką Piotrówką, przy granicy z Czechami, na Wysoczyźnie Kończyckiej, w historycznych granicach regionu Śląska Cieszyńskiego. Siedziba gminy Zebrzydowice.
Powierzchnia miejscowości wynosi 1559 ha, a liczba mieszkańców 5046 osób, co daje gęstość zaludnienia równą 323,7 os./km².

## Podział administracyjny
| Rodzaje    | Nazwy |
| ---------- | --- |
| części wsi | Baranina, Centrum, Grabina, Grabówka, Kisielów, Kotucz, Nowa Droga, Nowy Dwór, Olszyny, Owczarnia, Strzałów, Widerholec, Wymysłów, Zebrzydowice Dolne, Zebrzydowice Górne |

Miejscowość składa się z 2 sołectw:
- Zebrzydowice Górne
- Zebrzydowice Dolne

## Nazwa
Miejscowość notowano w historii po łacinie, polsku i niemiecku. W alfabetycznym spisie miejscowości na terenie Śląska wydanym w 1830 roku we Wrocławiu przez Johanna Knie wieś występuje pod polską nazwą Zybrzidowice oraz niemiecką Seibersdorf. Topograficzny podręcznik Górnego Śląska z 1865 roku podaje dwie nazwy miejscowości niemiecką – Seibersdorf oraz polską nazwę Zybrzydowice.

## Historia
Miejscowość po raz pierwszy wzmiankowana została w łacińskim dokumencie Liber fundationis episcopatus Vratislaviensis (pol. Księga uposażeń biskupstwa wrocławskiego), spisanej za czasów biskupa Henryka z Wierzbna ok. 1305 w szeregu wsi zobowiązanych do płacenia dziesięciny biskupstwu we Wrocławiu, w postaci item in Siffridi villa debent esse quadraginta mansi. Zapis ten oznaczał, że wieś zobowiązana została do płacenia dziesięciny z 40 łanów mniejszych. Jej powstanie wiąże się z przeprowadzaną pod koniec XIII wieku na terytorium późniejszego Górnego Śląska wielką akcją osadniczą (tzw. łanowo-czynszową). Wieś politycznie znajdowała się wówczas w granicach utworzonego w 1290 piastowskiego (polskiego) księstwa cieszyńskiego, będącego od 1327 lennem Królestwa Czech, a od 1526 roku w wyniku objęcia tronu czeskiego przez Habsburgów wraz z regionem aż do 1918 roku w monarchii Habsburgów (potocznie Austrii).
W sprawozdaniu z poboru świętopietrza z 1335 w diecezji wrocławskiej na rzecz Watykanu sporządzonego przez nuncjusza papieskiego Galharda z Cahors wśród 10 parafii archiprezbiteratu w Cieszynie wymieniona jest parafia w miejscowości villa Sifridi, czyli Zebrzydowice. Miejscowa parafia katolicka powstała więc w okresie lokacyjnym. Została ponownie wymieniona w podobnym spisie sporządzonym przez archidiakona opolskiego Mikołaja Wolffa w 1447 pod nazwą Seyfredsdorff.
Wieś już od XIV wieku stanowiła własność rycerską. Należała kolejno do Przesska, Mikeszy, Jana Burzeja z Klwowa i Korniców. W roku 1524 Hynek Bielik z Kornic za kwotę 1550 węgierskich dukatów sprzedał Zebrzydowice (razem z pobliskimi Marklowicami) Jerzemu Liszce z Niemieckiej Lutyni. Przez kolejne lata Zebrzydowicami władał ród majętnych Liszków skoligaconych z Czelami z Czechowic. Od końca XVI wieku wieś przechodziła z rąk do rąk. Od XVII wieku wieś dzieliła się na część Górną i Dolną. W Zebrzydowicach Dolnych stał zamek, w Górnych zaś skromny drewniany dwór. Potem następowały kolejne podziały wsi, a na poszczególnych jej częściach siedzieli różni właściciele.
W 1747 zakupili ją Mattencloitowie, którzy władali nią przez 140 lat. W tych czasach świetności dla Zebrzydowic, w 1764 roku przebudowano istniejący od przełomu XV i XVI w. zamek zebrzydowicki na otoczony parkiem pałac w stylu barokowym. Jan Baptysta de Mattencloit w 1836 roku, za sumę 24 tys. florenów wykupił Zebrzydowice Górne i dzięki temu ponownie zjednoczył wioskę. Przeprowadzone po Wiośnie Ludów w roku 1848 zmiany znoszące obowiązek pańszczyzny spowodowały poważne kłopoty finansowe rodziny de Mattencloit. W roku 1887 zadłużenie majątku przekroczyło jego wartość i decyzją Sądu Obwodowego w Cieszynie został wystawiony na licytację. Dodatkowo w 1888 r. zmarł ostatni z rodu właściciel Zebrzydowic – Emeryk Emanuel de Mattencloit. Zadłużoną wieś, 25 kwietnia 1888 r. zakupił hrabia Henryk Larisch von Mönnich, ówczesny właściciel Frysztackiego Państwa Stanowego, pochodzący z jednego z najbardziej wpływowych rodów w Austro-Węgrzech, czesko-austriackiego rodu Larischów.
W 1855 roku do Zebrzydowic doprowadzono kolej, tzw. „C.K. Uprzywilejowaną Kolej Północną Cesarza Ferdynanda”, która połączyła Dziedzice z Boguminem – krańcowe miejscowości Śląska Cieszyńskiego. Dzięki temu odcinkowi, kilka lat później, stolica państwa – Wiedeń – została połączona z Krakowem. Wpierw istniał tu tylko przystanek dla właścicieli wsi, ale po zmianie układu torów, 3 listopada 1877 roku otwarto stację kolejową w Zebrzydowicach.
W połowie XIX wieku większość mieszkańców stanowiła ludność polskojęzyczna. Topograficzny opis Górnego Śląska z 1865 roku odnotowuje, że w miejscowości jest „27 gospodarstw domowych z 134 osobami z czego 118 mówi tylko po polsku” – „27 Haushaltungen aus 134 Menschen, von denen 118 nur polnisch sprechen.”. W końcu XIX wieku w Zebrzydowicach Dolnych istniały 3 folwarki, gorzelnia, owczarnia, dwa stawy zaś w Zebrzydowicach Górnych młyn oraz staw.
Według austriackiego spisu ludności z 1900 w 258 budynkach w Zebrzydowicach (196 w Dolnych, 62 w Górnych) na obszarze 1605 hektarów mieszkało 1861 osób (1369 w Dolnych, 492 w Górnych), co dawało gęstość zaludnienia równą 116 os./km². z tego 1839 (98,8%) mieszkańców było katolikami, 10 (0,7%) ewangelikami (wszyscy w Dolnych), 12 (0,6%) wyznawcami judaizmu (z tego 9 w Górnych a 3 w Dolnych), 1711 (91,9%) było polsko-, 49 (2,6%) niemiecko- a 23 (1,2%) czeskojęzycznymi. Do 1910 roku liczba budynków wzrosła do 282 a mieszkańców do 2120 (1689 w Dolnych na obszarze 1248 hektarów, gęstość zaludnienia: 135,3 os./km², 431 w Górnych na obszarze 356 hektarów, gęstość zaludnienia: 121,1 os./km²), z czego 2068 zameldowanych było na stałe, 2083 (98,3%) było katolikami, 25 (1,2%) protestantami, 10 (0,5%) żydami, 2 (0,1%) innej religii, 1992 (94%) polsko-, 47 (2,2%) niemiecko-, 27 (1,3%) czeskojęzycznymi, a 2 posługiwało się innym językiem.
W I poł. XX w. działały tu m.in. browar, gorzelnia, octownia, żwirownia dr Wacława Olszaka z Karwiny, betoniarnia, tartak, młyn oraz restauracje i gospody.
W 1906 roku w miejscowości utworzone zostało gniazdo najstarszej polskiej organizacji sportowej Polskiego Towarzystwa Gimnastycznego „Sokół”. Prezesem organizacji był Wincenty Świench, a naczelnikiem Józef Jasicki.
Po I wojnie światowej Śląsk Cieszyński, w tym także Zebrzydowice, stały się obszarem spornym pomiędzy Polską a Czechosłowacją. We wsi miały miejsce walki w czasie starć z wojskami czechosłowackimi w 1919 roku. Polskie ofiary tych walk spoczęły na parafialnym cmentarzu tuż przy kościele. Ostatecznie miejscowość w lipcu 1920 roku znalazła się w granicach Rzeczypospolitej. Od tego czasu, stacja kolejowa w Zebrzydowicach jest graniczną stacją, ważną w transporcie towarowym. Osada rozwijała się dzięki położeniu przy granicy, węźle kolejowym i dogodnym połączeniom kolejowym. Już w latach 20. XX w. Zebrzydowice posiadały połączenie autobusowe z Cieszynem, który wówczas nie miał odpowiednich połączeń kolejowych. Obie miejscowości połączyła linia kolejowa dopiero w 1934 roku.
W okresie międzywojennym w miejscowości stacjonowała placówka Straży Granicznej I linii „Zebrzydowice”.
W latach 1942–1944 w pobliżu stacji kolejowej istniała filia obozu koncentracyjnego Auschwitz, jedna z 3 na Śląsku Cieszyńskim. Więzieni na niej Żydzi pracowali na terenach kolejowych, o czym do dziś przypomina pomnik koło dworca. W 1945 roku, w wyniku działań wojennych, zniszczeniom zostały poddane: zamek, dworzec kolejowy, budynek straży pożarnej, kościół i szkoły.
Po II wojnie światowej powstały we wsi nowe obiekty, m.in. dom ludowy, ośrodek zdrowia, muszla koncertowa i pawilon handlowy. W II poł. lat 40. XX w. powstał Komitet Radiofonii Przewodowej – wówczas uruchomiono we wsi radiowęzeł.
W 1954 wieś weszła w skład gromady Zebrzydowice, a po jej likwidacji, od 1 stycznia aż do teraz jest częścią gminy Zebrzydowice. W latach 1975–1998 miejscowość należała administracyjnie do województwa katowickiego. W latach PRL duża część mieszkańców pracowała w jednostkach kolejowych. W latach 80. było to aż 1200 osób, zaś po restrukturyzacji w latach 90. – ok. 200.
W latach 1945–1991 stacjonowała tu strażnica Wojsk Ochrony Pogranicza. Z dniem 16.05.1991 roku strażnica została przejęta przez Straż Graniczną i funkcjonowała do 1.01.2003 roku, kiedy to została rozformowania.

## Zabytki
Według Narodowego Instytutu Dziedzictwa, w miejscowości znajdują się następujące obiekty zabytkowe:
- kościół parafialny pw. Wniebowzięcia Najświętszej Maryi Panny
- plebania z XVIII wieku
- pałac (zamek)

## Turystyka
Przez miejscowość przechodzą trasy rowerowe oraz szlaki piesze:
- czerwona trasa rowerowa nr 24 (Pętla rowerowa Euroregionu Śląsk Cieszyński)
- żółta trasa rowerowa nr 271 – Jastrzębie-Zdrój – Zebrzydowice (28 km)
- zielona trasa rowerowa nr 13 – Rybnik – Jastrzębie-Zdrój – Ustroń (82 km)
- Jastrzębski Szlak Krajoznawczy im. Jerzego Fudzińskiego (35,90 km) → trasa: Zebrzydowice – Turza Śląska[25]
- Szlak Zamków nad Piotrówką – Kończyce Wielkie – Kończyce Małe – Zebrzydowice – Marklowice Górne – Marklowice Dolne – Pierstna – Piotrowice koło Karwiny – Skrbeńsko – Gołkowice (25 km)
- Żelazny Szlak Rowerowy (43 km)

## Religia
Na terenie miejscowości działalność duszpasterską prowadzi Kościół Rzymskokatolicki (Parafia Wniebowzięcia Najświętszej Maryi Panny) oraz Kościół Zielonoświątkowy (zbór w Zebrzydowicach).

## Komunikacja
Przez Zebrzydowice przebiega droga wojewódzka nr 937 łącząca Mszanę w powiecie wodzisławskim z Hażlachem w powiecie cieszyńskim.

### Przejście graniczne
W Zebrzydowicach, do czasu wejścia Polski do strefy Schengen, znajdowało się kolejowe przejście graniczne z Czechami. Samo przecięcie granicy państwa ma jednak miejsce w Marklowicach Górnych.

## Galeria

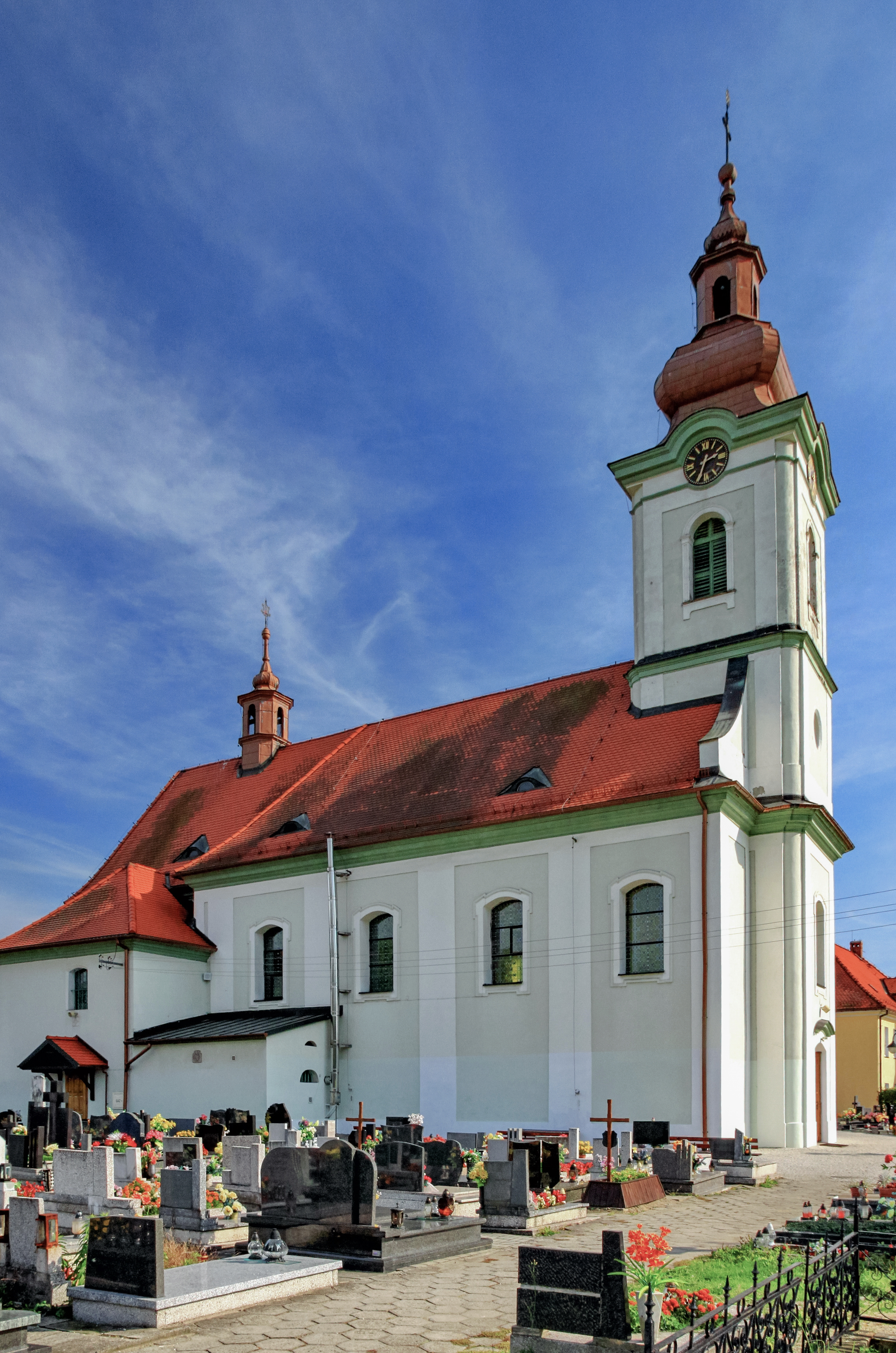
Zabytkowy kościół parafialny pw. Wniebowzięcia NMP
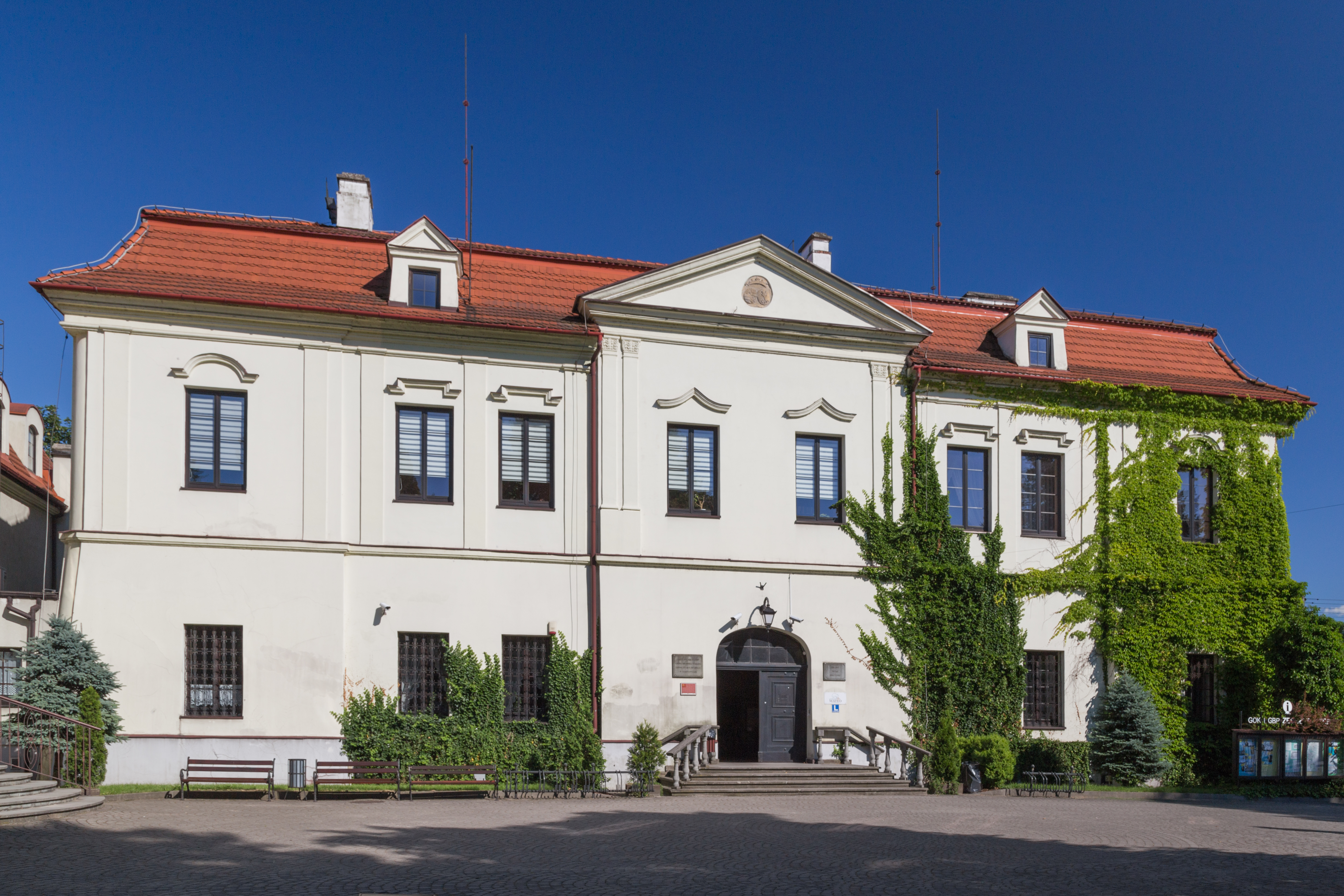
Zabytkowy pałac
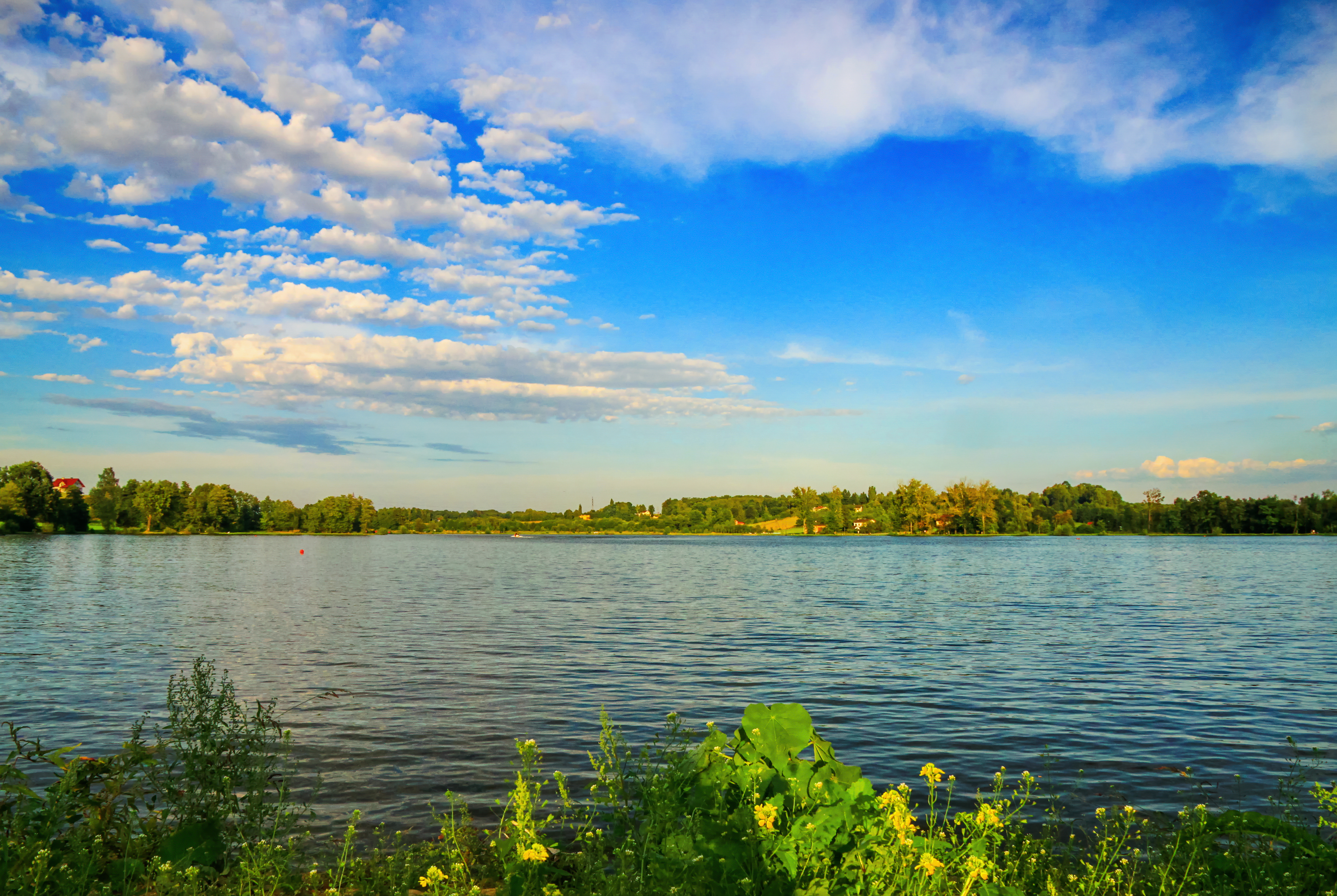
Staw Młyńszczok
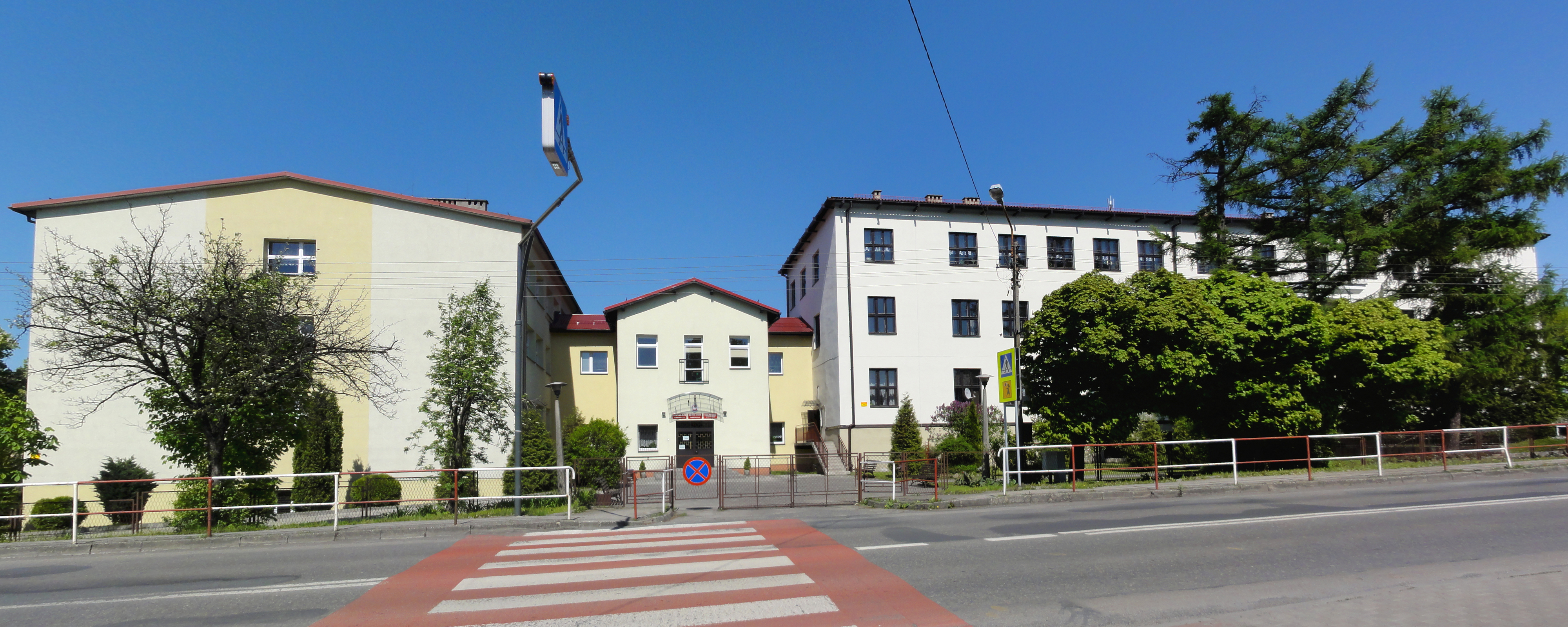
Szkoła podstawowa
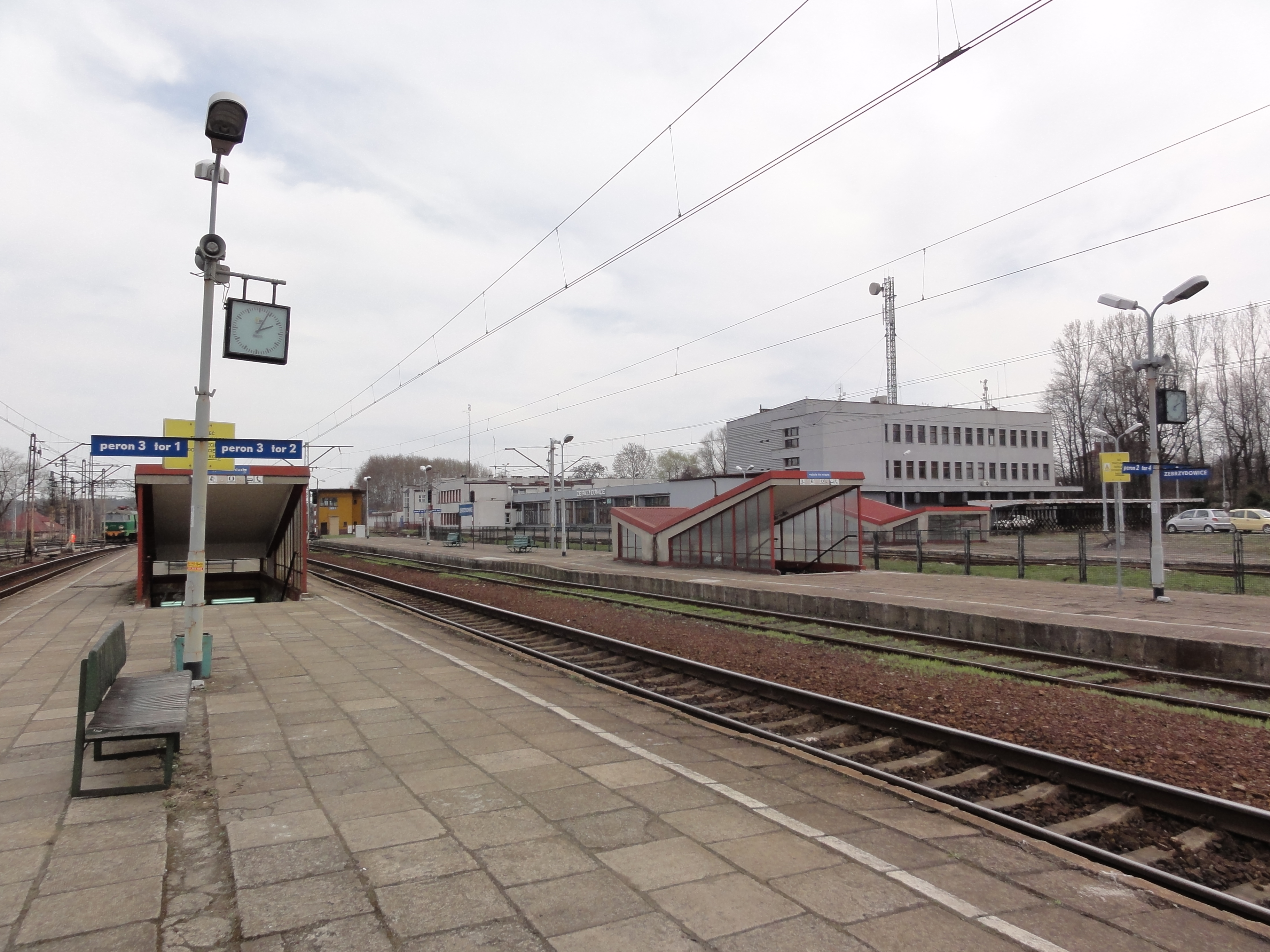
Stacja kolejowa